# Života Panić
Života Panić (serbisch-kyrillisch Живота Панић; * 3. November 1933 in Gornja Crnišava; † 19. November 2003 in Belgrad) war ein jugoslawischer Militäroffizier, der als letzter amtierender Verteidigungsminister Jugoslawiens und Chef des Generalstabs der Armee Jugoslawiens fungierte.

## Biografie
Panić, der den Rang eines Generals innehatte, war nach dem Rücktritt von General Blagoje Adžić im Jahr 1992 für die jugoslawische Volksarmee zuständig. Panić war von 1992 bis 1993 in der Bundesrepublik Jugoslawien durch die Auflösung der Sozialistischen Föderativen Republik Jugoslawien im Amt. Im Jahr 1993 wurde er wegen Skandalen im Zusammenhang mit seinem Sohn Goran, der die Armee zu angeblich überhöhten Preisen mit Waren beliefert hatte, seines Amtes enthoben.
Panić schloss die jugoslawische Militärschule als Panzerkommandant ab und stieg in den 1970er und 1980er Jahren in der jugoslawischen Volksarmee auf. Er erhielt die Befehlsgewalt über den 1. Armeedistrikt (Belgrad) und war der ranghöchste Offizier, der für die Einheiten zuständig war, die an der Schlacht um Vukovar teilnahmen. Nach der Auflösung Jugoslawiens wurde Panić am 27. April 1992 der Posten des Generalstabschefs in der neuen jugoslawischen Armee angeboten. Panić begann 1993 die jugoslawische Armee mit neuen Schlachtplänen und Strategien zu restrukturieren, war aber nicht auf die politischen Machtkämpfe vorbereitet, die zu dieser Zeit in Belgrad stattfanden, in deren Folge er zurücktrat.
Panić starb am 19. November 2003, kurz nach seinem 70. Geburtstag, in Belgrad.